# VRT NWS (radio)

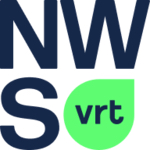
VRT NWS logo

VRT NWS (voorheen Nieuws+) is de digitale radionieuwszender van de VRT. Het is een actualiteitenzender, te beluisteren met een digitaal radiotoestel (DAB), via internet of via digitale televisie. Via DAB zendt Nieuws+ het recentste nieuwsbulletin van Radio 1 in een lus uit. Als men met een digitaal radiotoestel luistert, geeft het scherm van het DAB-toestel de titels van het snelnieuws weer. Ook "breaking news" wordt direct uitgezonden op VRT NWS.
Eind augustus 2017 wijzigde Nieuws+ van naam naar VRT NWS, waarbij alle nieuwsmerken van de VRT onder deze naam gebundeld zijn.